# جون ر. ليندغرين
جون ر. ليندغرين (بالإنجليزية: John R. Lindgren)‏ هو مصرفي أمريكي، ولد في 20 فبراير 1855، وتوفي في 29 أبريل 1915.